# John Moorhead
John Moorhead (7 marzo 1989) è un ex giocatore di football americano statunitense che ha giocato come defensive back.

## Palmarès
- 1 American Indoor Football (York Capitals, 2015)